# Biochemia Medica
Biochemia Medica es una revista científica trianual revisada por pares que cubre bioquímica , química clínica y medicina de laboratorio . Fue establecido en 1991 y es publicado por la Sociedad Croata de Bioquímica Médica y Medicina de Laboratorio . En 2006, el editor en jefe y el consejo editorial existentes fueron reemplazados, y el nuevo consejo editorial rediseñó todo el formato de la revista; poco tiempo después, la revista fue indexada tanto en EMBASE como en Scopus. La revista recibió su primer factor de impacto del Journal Citation Reports en 2010, basado en artículos publicados en 2009. La editora en jefe es Daria Pašalić ( Facultad de Medicina, Universidad de Zagreb ). Según Journal Citation Reports , la revista tiene un factor de impacto en 2017 de 3.653.Según Academic-Accelerator la revista tiene un factor de impacto en el periodo 2022-2023 de 2.313.